# Bob Hesford
Robert Taylor Hesford (13 tháng 4 năm 1916 – 15 tháng 6 năm 1982) là một cầu thủ bóng đá người Anh thi đấu toàn bộ sự nghiệp chuyên nghiệp ở vị trí thủ môn cho Huddersfield Town. Ông sinh ra ở Bolton. Năm 1950 Bob dạy học tại trường Spring Grove Junior ở Huddersfield.